# Mistrovství světa v šermu 2015
Mistrovství světa v šermu za rok 2015 se konalo v Moskvě v Rusku ve dnech 13. až 19. července.

## Výsledky mužů
|                     | Zlato                                                                          | Stříbro                                                                           | Bronz                                                                  | Bronz                                                                  |
| ------------------- | ------------------------------------------------------------------------------ | --------------------------------------------------------------------------------- | ---------------------------------------------------------------------- | ---------------------------------------------------------------------- |
| Šerm kordem         | Géza Imre (HUN)                                                                | Gauthier Grumier (FRA)                                                            | Čong Sung-hwa (KOR)                                                    | Patrick Jørgensen (DEN)                                                |
| Šerm fleretem       | Júki Óta (JPN)                                                                 | Alexander Massialas (USA)                                                         | Artur Achmatchuzin (RUS)                                               | Gerek Meinhardt (USA)                                                  |
| Šerm šavlí          | Alexej Jakimenko (RUS)                                                         | Daryl Homer (USA)                                                                 | Tiberiu Dolniceanu (ROU)                                               | Max Hartung (GER)                                                      |
| Družstvo kordistů   | Ukrajina (UKR) Anatolij Herej Dmytro Karjučenko Maksym Chvorost Bohdan Nikišyn | Jižní Korea (KOR) Čong Sung-hwa Kwon Jung-čun Na Čong-kwan Pak Kjong-tu           | Švýcarsko (SUI) Peer Borsky Max Heinzer Fabian Kauter Benjamin Steffen | Švýcarsko (SUI) Peer Borsky Max Heinzer Fabian Kauter Benjamin Steffen |
| Družstvo fleretistů | Itálie (ITA) Giorgio Avola Andrea Baldini Andrea Cassarà Daniele Garozzo       | Rusko (RUS) Artur Achmatchuzin Alexej Čeremisinov Renal Ganějev Dmitrij Rigin     | Čína (CHN) Čchen Chaj-wen Lej Šeng Li Čchen Ma Ťien-fej                | Čína (CHN) Čchen Chaj-wen Lej Šeng Li Čchen Ma Ťien-fej                |
| Družstvo šavlistů   | Itálie (ITA) Enrico Berrè Luca Curatoli Aldo Montano Diego Occhiuzzi           | Rusko (RUS) Kamil Ibragimov Nikolaj Kovaljov Veniamin Rešetnikov Alexej Jakimenko | Německo (GER) Max Hartung Nicolas Limbach Matyas Szabó Benedikt Wagner | Německo (GER) Max Hartung Nicolas Limbach Matyas Szabó Benedikt Wagner |

## Výsledky žen
|                      | Zlato                                                                                      | Stříbro                                                                                  | Bronz | Bronz |
| -------------------- | ------------------------------------------------------------------------------------------ | ---------------------------------------------------------------------------------------- | --- | --- |
| Šerm kordem          | Rossella Fiamingová (ITA)                                                                  | Emma Samuelssonová (SWE)                                                                 | Sara Besbesová (TUN)                                                                                          | Sü An-čchi (CHN)                                                                                              |
| Šerm fleretem        | Inna Deriglazovová (RUS)                                                                   | Aida Šanajevová (RUS)                                                                    | Arianna Errigová (ITA)                                                                                        | Nzingha Prescodová (USA)                                                                                      |
| Šerm šavlí           | Sofja Veliká (RUS)                                                                         | Cécilia Berderová (FRA)                                                                  | Šen Čchen (CHN)                                                                                               | Anna Mártonová (HUN)                                                                                          |
| Družstvo kordistek   | Čína (CHN) Chao Ťia-lu Sun Jü-ťie Sun I-wen Sü An-čchi                                     | Rumunsko (ROU) Loredana Dinuová Simona Ghermanová Simona Popová Ana-Maria Popescuová     | Ukrajina (UKR) Olena Kryvycká Ksenija Panteljejevová Anfisa Počkalovová Jana Šemjakinová                      | Ukrajina (UKR) Olena Kryvycká Ksenija Panteljejevová Anfisa Počkalovová Jana Šemjakinová                      |
| Družstvo fleretistek | Itálie (ITA) Martina Batiniová Elisa Di Franciscaová Arianna Errigová Valentina Vezzaliová | Rusko (RUS) Julija Birjukovová Inna Deriglazovová Larisa Korobejnikovová Aida Šanajevová | Francie (FRA) Anita Blazeová Astrid Guyartová Pauline Ranvierová Ysaora Thibusová                             | Francie (FRA) Anita Blazeová Astrid Guyartová Pauline Ranvierová Ysaora Thibusová                             |
| Družstvo šavlistek   | Rusko (RUS) Jekatěrina Ďjačenková Jana Jegorjanová Julija Gavrilovová Sofja Veliká         | Ukrajina (UKR) Olha Charlanová Alina Komaščuková Olena Kravacká Olena Voroninová         | Spojené státy americké (USA) Ibtihaj Muhammadová Anne-Elizabeth Stoneová Dagmara Wozniaková Mariel Zagunisová | Spojené státy americké (USA) Ibtihaj Muhammadová Anne-Elizabeth Stoneová Dagmara Wozniaková Mariel Zagunisová |

## Pořadí národů
|     | Země                         | Zlato | Stříbro | Bronz | Celkem |
| --- | ---------------------------- | ----- | ------- | ----- | ------ |
| 1.  | Rusko (RUS)                  | 4     | 4       | 1     | 9      |
| 2.  | Itálie (ITA)                 | 4     | 0       | 1     | 5      |
| 3.  | Ukrajina (UKR)               | 1     | 1       | 1     | 3      |
| 4.  | Čína (CHN)                   | 1     | 0       | 3     | 4      |
| 5.  | Maďarsko (HUN)               | 1     | 0       | 1     | 2      |
| 6.  | Japonsko (JPN)               | 1     | 0       | 0     | 1      |
| 7.  | Spojené státy americké (USA) | 0     | 2       | 3     | 5      |
| 8.  | Francie (FRA)                | 0     | 2       | 1     | 3      |
| 9.  | Rumunsko (ROU)               | 0     | 1       | 1     | 2      |
| 9.  | Jižní Korea (KOR)            | 0     | 1       | 1     | 2      |
| 11. | Švédsko (SWE)                | 0     | 1       | 0     | 1      |
| 12. | Německo (GER)                | 0     | 0       | 2     | 2      |
| 13. | Dánsko (DEN)                 | 0     | 0       | 1     | 1      |
| 13. | Švýcarsko (SUI)              | 0     | 0       | 1     | 1      |
| 13. | Tunisko (TUN)                | 0     | 0       | 1     | 1      |

## Česká reprezentace
- Kord mužů – Pavel Pitra, Martin Čapek, Jiří Beran, Martin Rubeš
- Fleret mužů – Alexander Choupenitch, Václav Kundera, Jan Kurfürst, Jan Krejčík
- Šavle mužů – Jan Doležal, Jan Hoschna, Petr Wachsberger

- Kord žen – Dominika Doubová, Michala Pechovová, Alžběta Nevosadová
- Fleret žen – Andrea Bímová
- Šavle žen – Klára Hanzlíková